# 局在化分子軌道
局在化分子軌道（きょくざいかぶんしきどう、英: localized molecular orbital）は、分子の限定された空間領域に集中した分子軌道である。例としては、結合あるいは孤立電子対がある。局在化分子軌道は、分子軌道計算と単純な結合理論を関連付けるために使用することができ、電子相関の局所的性質をうまく利用することによってポスト-ハートリー-フォック電子構造計算を迅速化することもできる。周期的境界条件を持つ系における局在化軌道はワニエ関数として知られている。
標準的なab initio量子化学法では、一般的に分子全体に拡がり、分子の対称性を有する非局在化軌道が得られる。局在化軌道は次に非局在化軌道の線形結合として見出すことができ、これは適切なユニタリ変換で与えられる。
例として水分子を挙げると、ab initio計算では結合の特性は主に2つの分子軌道で示される。それぞれは2つのO-H結合間で等しく分布した電子密度を有している。一方のO-H結合に対応する局在化軌道はこれら2つの非局在化軌道の和であり、もう一方のO-H結合に対応する局在化軌道はこれらの差である。
多重結合と孤立電子対に対して、異なる局在化手法は異なるオービタルを与える。Boysの局在化法とEdmiston-Ruedenberg局在化法はこれらのオービタルを混合し、エチレンでは等価な曲がった結合、水では「ウサギの耳」に似た孤立電子対を与えるのに対して、Pipek-Mezey法はそれぞれのσおよびπ対称性を維持する。

## 局在化および非局在軌道描写の等価性
それぞれの分子軌道が二重に占有されている閉殻分子では、局在化および非局在化軌道描写は実質的に等価であり同じ物理状態を表わす。再び水を例にとると、1つ目の結合に2個の電子を配置し、2つ目の結合にもう2個の電子を配置するのは両方の結合の上を自由に移動できる4個の電子を持つことと同じではないように見える。しかしながら、量子力学では全ての電子は同一であり、「同じ」あるいは「その他」と区別することができない。全波動関数はスレイター行列式（あるいはスレイター行列式の線形結合）といったパウリの排他原理を満たす形式を持たなければならず、2つの電子が交換される場合、こういった関数は二重に占有された軌道のいかなるユニタリ変換によっても不変であることが示される。

## 計算方法
局在化分子軌道 (localized molecular orbital, LMO)は、一連の正準分子軌道（canonical molecular orbital）のユニタリ変換によって得られる。この変換は大抵、特定の演算子の期待値の最適化（最小化あるいは最大化）を含む。局在化ポテンシャルの一般形式は以下のように示される。
{\displaystyle \langle {\hat {L}}\rangle =\sum _{i=1}^{n}\langle \phi _{i}\phi _{i}|{\hat {L}}|\phi _{i}\phi _{i}\rangle }
この時、{\displaystyle {\hat {L}}}は局在化演算子、{\displaystyle \phi _{i}}は分子空間軌道である。過去数十年の間に{\displaystyle {\hat {L}}}が異なっている多くの手法が開発されてきた。

### Boys
Boys（Foster-Boyzとしても知られている）局在化は、{\displaystyle \langle {\hat {L}}\rangle }（{\displaystyle {\hat {L}}=|{\vec {r}}_{1}-{\vec {r}}_{2}|^{2}}）を最小化することによって軌道の空間的拡がりを最小化する。これは{\displaystyle \sum _{i>j}^{n}[\langle \phi _{i}|{\vec {r}}|\phi _{i}\rangle -\langle \phi _{j}|{\vec {r}}|\phi _{j}\rangle ]^{2}}を最大化する、より容易な課題と等価であることが分かった。

### Edmiston-Ruedenberg
Edmiston-Ruedenberg局在化は、{\displaystyle \langle {\hat {L}}\rangle }, where {\displaystyle {\hat {L}}=|{\vec {r}}_{1}-{\vec {r}}_{2}|^{-1}}を最大化することによって電子的自己反発エネルギーを最大する。

### Pipek-Mezey
Pipek-Mezey局在化は、マリケン電荷の和を最大化するというわずかに異なるアプローチを取る。
{\displaystyle \langle {\hat {L}}\rangle _{\textrm {PM}}=\sum _{A}^{\textrm {atoms}}|\mathbf {GAP} _{A}|^{2}}.

### 比較
これら3つの手法は通常非常に似た結果を与える。主な差異はPipek-Mezey法がσ結合とπ結合を混合しないことである。